# Бронирана бригада
Бронираната бригада се формира на 1 октомври 1943 г., съгласно министерска заповед № 375 от 29 септември 1943 г. 
Тя е пряк приемник на Бронирания полк, създаден (на базата на Бронираната дружина) на 25 юни 1941 г.
Бригадата взема участие във Втората световна война от 1944 – 1945 г. През първата фаза на войната води боеве с армията на Третия райх край Куманово, Крива Паланка, Кочани, Ниш, Пирот, Прокупле, Митровица. Във втората фаза част от нея, сформирана като 1-ва армейска танкова дружина към Първа българска армия, участва в Дравската и Мурската операции – при превземането на линията „Маргит“. Бойният ѝ път приключва в унгарския град Надканижа.

## История на бронираните войски

### Създаване на войските
След края на Първата световна война с Ньойския договор на България са поставени сериозни ограничения спрямо армията. Освен всичко друго няма право и на тежко артилерийско въоръжение, включително танкове. Първите опити за въоръжаване на страната с бронирана техника датират едва от 1934 г. Министърът на войната ген. Пенчо Златев прави доклад до Министерския съвет за необходимостта от закупуване на военна техника от Италия, която включва и танкети Carro Veloce L3/33. Взето е решение да са закупят 14 танкети срещу сумата от 10 770 600 лева. 
В началото на 1935 г. танкетите са доставени на пристанище Варна и са зачислени в българската армия под името лека бойна кола „Ансалдо-Фиат“. С тях на 1 март 1935 г. се формира една рота към 2-ра колоездачна дружина от 1-ви инженерен полк в София. Така се поставя началото на бронираните войски в българската армия.  Танкетите са доставени с трицветен камуфлаж (след 1941 г. са пребоядисани в тъмнозелено), а оригиналните сдвоени 8-mm картечници „Бреда“ по настояване на военните са заменени с една австрийска 8-mm тежка картечница „Шварц-Лозе“, обр. 1907/12 г., която е на въоръжение в българската армия.
Тъй като танкетите са твърде слаби и ненадеждни, армията продължава да търси да закупи по-мощни и по-добре бронирани танкове. След отказа на Чехословакия да продаде нови машини, армейското ръководство се спира на лекия британски танк „Викерс Е“ (Vickers 6 ton mod E) с 47-mm оръдие QFSA. През 1936 г. министърът на войната ген. Христо Луков подписва договор с Vickers-Armstrong за доставката на 8 танка. Договорът е утвърден с министерско постановление от 4 септември 1936 г. В началото 1937 г. с новополучените танкове се формира 2-ра танкова рота с два взвода от по 4 танка. Танковете „Викерс“ са зачислени в армията под името бойна кола „Викерс“. Доставени са с петцветен фабричен камуфлаж, но след 1941 г. са пребоядисани в тъмнозелено.
През същата 1937 г. са проведени и първите маневри с използване на бронирана техника, която се използва за поддръжка на пехотата. Резултатите от маневрите показват нуждата от увеличаване на броя на машините и огневата им мощ.

### Бронирана дружина
На 31 юли 1938 г. България и страните от Балканския пакт подписват Солунското споразумение. С него Югославия, Турция, Гърция и Румъния се отказват от приложението на част IV (военни клаузи) на договора за мир и от постановленията, съдържащи се в Конвенцията за границата на Тракия, подписана в Лозана на 24 юли 1924 г. По силата на това споразумение България придобива право на свободно въоръжение, а Турция, Гърция и България премахват демилитаризираните зони по границата на Тракия. Това дава възможност за увеличаване мощта на танковите войски.
На 2 февруари 1939 г. с наличната техника се формира дружина бойни коли. Структурата на дружината включва 1-ва танкова рота с 14 леки бойни коли „Ансалдо-Фиат“ и 2-ра танкова рота с 8 бойни коли „Викерс“. Създадена е и техническа работилница за обслужване на техниката. Все още организационното обособяване на дружината е формално – един взвод от 7 „Ансалдо-Фиат“ е придаден към бързата дивизия, втори взвод от 7 „Ансалдо-Фиат“ е отделен за Прикриващия фронт, създаден за защита на границата с Турция, а 2-ра рота с бойните коли „Викерс“ е за общовойсковите щабове. Дружината е настанена в казармите на Първи кавалерийски полк. Командир на дружината е майор Тодор Иванов Попов, поручик Иван Иванов Гюмбабов е командир на 1-ва рота, а поручик Тодор Стефанов Иванов – на 2-ра рота. По-късно е формирана и 3-та рота с командир капитан Александър Иванов Босилков.
През юни 1939 г. главният инспектор на въоръженията в Министерството на войната ген. Руси Русев е на посещение в Германия, където представя исканията на България за подсилване на армията с минимум 26 нови танка. На 22 юли фюрерът Адолф Хитлер дава разрешение за доставка на военна техника на политически важните за Германия държави. На България са обещани поне 30 – 40 чехословашки танка от военната плячка. През февруари – април са доставени първите 26 танка „Шкода LT vz.35“, въоръжени с 37-mm оръдие А-3 и с германски тъмносив камуфлаж – RAL 7021 (Schwarz Grau). През август – октомври същата година са доставени още 10 танка, но с по-новото оръдие А-7 – тези танкове остават известни като „афганистанските“, тъй като са били предназначени за износ в Афганистан, но окупацията на Чехословакия осуетила доставката им. Танковете „Шкода“ са зачислени в армията под името бойна кола „Шкода“. С получените танкове се формира 3-та рота към бронираната дружина. През лятото и есента на 1940 г. 2-ра и 3-та рота са съсредоточени в района Любимец – Свиленград за прикриване на турската граница, а танкетите от 1-ва рота са в района на Шумен на занятия с 4-та пехотна дивизия. Заедно с българските части те участват в навлизането в Южна Добруджа след предаването ѝ на България по силата на Крайовската спогодба.
От 1 януари 1941 г. дружината е реорганизирана в 4 роти със следната структура:
- Щаб на дружината – 5 души (2 офицери);
- 1-ва рота (школна) – 72 души (3 офицери), 13 бойни коли „Шкода“;
- 2-ра рота (средни бойни коли) – 23 души (2 офицери), 7 бойни коли „Шкода“ и 8 бойни коли „Викерс“;
- 3-та рота (бойни коли) – 46 души (2 офицери), 13 бойни коли „Шкода“;
- 4-та рота (леки бойни коли) – 19 души (2 офицери), 14 леки бойни коли „Ансалдо-Фиат“;
- Дружинна работилница – 8 души. [7]

На 14 февруари 1941 г. ген. Руси Русев отново е изпратен с мисия в Германия за закупуване на нови танкове. На 23 април 1941 г. е сключен договор за доставка на 40 френски трофейни танка „Рено“ (Renault R-35), който на 3 май е утвърден от министър-председателя Богдан Филов. В армията са зачислени като бойна кола „Рено“  и с тях се формира 2-ра бронирана дружина с три роти – всяка с по 13 машини. Танковете са въоръжени с 37-mm оръдие L/21 SA18. Доставени са след ремонт и с германски тъмносив камуфлаж – RAL 7021 (Schwarz Grau).

### Брониран полк
През април 1941 г. бронираната дружина провежда съвместни учения заедно с 16-а бронирана дивизия на Вермахта край Пазарджик, на които присъства и цар Борис III. Той е впечатлен от показаното и дава указания за формиране на по-голямо бронирано съединение. Така на 25 юни 1941 г. бронираната дружина е развърната в брониран полк, имащ в състава си две дружини:
- Щаб – щабна рота (2 бойни коли „Шкода“ и 4 леки бойни коли „Ансалдо-Фиат“);
- 1-ва бронирана дружина – 1-ва, 2-ра и 3-та бронирани роти с по 3 взвода (в смесен състав, въоръжени с „Ансалдо-Фиат“, „Шкода“ и „Викерс“);
- 2-ра бронирана дружина – 4-та, 5-а и 6-а роти с по 3 взвода, всички с танкове „Рено“.

Командир на Бронирания полк е подполковник Гено Костов Генов, който през 1943 г. вече като полковник става и първият командир на Бронираната бригада.
През 1942 г. командването на армията прави извод, че наличната бойна техника е остаряла и ненадеждна, неспособна да подкрепя дори отбранителни операции. В края на годината се взема решение да бъдат създадени танкови бригади, които и като структура, и като бойна техника да бъдат по образец на германска танкова дивизия. За основен танк е избран германският Panzerkampfwagen IV. За разузнавателната част са избрани германските бронирани автомобили Leichter Panzerspähwagen (Sd. Kfz. 222 и 223). Предвижда се и създаването на щурмови артилерийски отделения за борба с противниковите танкове. За изтребител на танкове е избран германският StuG 40. За учебно-бойни машини са предвидени танковете Panzerkampfwagen I и Panzerkampfwagen III. Българските искания са представени на Хитлер от военния министър ген. Никола Михов, който се намира на визита в Германия в края на 1942 и началото на 1943 г. Исканията са приети и германската страна съставя план за доставки „Барбара“, включващ „План 43“ и „План 44“, като до юли 1943 г. на България трябва да бъде доставена техника за комплектоването на една танкова бригада. 
Първите танкове по тази програма са доставени през май 1943 г. Германската страна обаче променя типа на някои от договорените учебно-бойни машини. Вместо 10 Panzerkampfwagen III са доставени чехословашки LT vz.38 или Pz. Kpfz. 38 (t) по германската класификация. Зачислени са в армията като бойна кола „Прага“. Вместо Panzerkampfwagen I са доставени 19 френски трофейни танка Hotchkiss H35, въпреки нежеланието на българската страна да използа ненадеждните френски машини. По-късно те са зачислени като бойна кола „Хочкис“  към жандармерията за борба с партизаните. Вместо предвидените 6 танка „Сомуа“ българската страна доплаща за още 6 танка Panzerkampfwagen IV, с които общото количество на получените от България танкове от този тип по плана „Барбара“ нараства на 97 машини.
Германия доставя танкове от новите модификации – Aufs. G и Aufs. H, с по-мощното дълго 75-mm оръдие KwK 40 L48. Фабрично танковете са боядисани с тъмножълт цвят – Dunkelgelb или RAL 7028, който е стандартен за германската техника от февруари 1943 г. На бордовете са с германски кръстове, които са замазани от българските танкисти. Зачислени са в армията като средна бойна кола „Майбах T-IV“ . Освен танковете са доставени 40 бойни мотоциклета BMW R 75, както и 20 бронирани коли Pz. Spw. (вер. 222 и 223), зачислени като бронирани разузнавателни коли М-222 и М-223 – предназначени за бронираната разузнавателна рота.
За щурмовата противотанкова артилерия са доставени 55 щурмови оръдия Sturmgeschütz 40 Ausf. G, зачислени в армията като щурмово оръдие „Майбах“ Т-III. Въоръжени са със 75-mm оръдие StuK 40 / L 48. Камуфлажът им също е с тъмножълт цвят – Dunkelgelb или RAL 7028. На 10 юни 1943 г. със служебно писмо № IV-515/2.VI.1943 г. от Щаба на войската с тях се формира 1-во щурмово артилерийско отделение (ЩАО), базирано в София. На 10 септември се формира и 2-ро ЩАО, първоначално базирано в София, от ноември 1943 г. – в Хасково, а от април 1944 г. – в Узунджово. Щурмовите отделения са пряко подчинени на щабовете на армиите – 1-во ЩАО към Първа армия, а 2-ро ЩАО – към Втора армия.

### Бронирана бригада
Новопостъпилата модерна техника дава възможност бронираният полк да бъде развърнат в бронирана бригада. Това става на 1 октомври 1943 г. със заповед №375/29.IX.1943 г. Мирновременният състав на бригадата е 4226 души, от които 170 офицери, а военновременният 8980 души, от които 368 офицери. Бригадата организационно и с личен състав се изравнява с германската бронирана дивизия образец 1941 г.
Структурата на бронираната бригада включва:
- бригаден щаб;
- брониран полк с командир подполковник Марин Цветков Диков [9];
- моторизиран полк с командир подполковник Васил Иванов Мутафов[10];
- артилерийски полк с командир подполковник Иван Петров Иванов[11];
- бронирана разузнавателна дружина;
- пионерна рота;
- свързочна рота.

Съставът на бронирания полк включва:
- Щаб – с 13 танка „Майбах T-IV“
- Първа дружина
- щаб на дружината – 1 танк „Майбах T-IV“;
- 1-ва рота – 12 танка „Майбах T-IV“;
- 2-ра рота – 12 танка „Майбах T-IV“;
- 3-та рота – 12 танка „Шкода“;

- Втора дружина
- щаб на дружината – 1 танк „Майбах T-IV“;
- 4-та рота – 12 танка „Майбах T-IV“;
- 5-а рота – 12 танка „Майбах T-IV“
- 6-а рота – 12 танка „Шкода“;
- Трета дружина
- щаб на дружината – 1 танк „Майбах T-IV“;
- 1-ва рота – 12 танка „Майбах T-IV“;
- 2-ра рота – 12 танка „Майбах T-IV“
- 3-та рота – 12 танка „Прага“;
- Резервен взвод – 9 танка „Майбах T-IV“ и 12 танка „Шкода“;
- 10-а и 11-а учебни роти, базирани в Сливен – 8 танка „Викерс“, 14 танкети „Ансалдо-Фиат“ и 40 танка „Рено“.

В състава на бронираната бригада е и бронираната разузнавателна дружина, формирана на 15 септември 1942 г. на основата на създадената на 21 юли 1941 бронирана разузнавателна рота към Бронирания полк. От февруари 1942 г. подразделението е на гарнизон в Самоков, където остава до първите дни на септември 1942 г. Към нея са зачислени 40 бойни мотоциклета с кош BMW R 75 и 20 леки бронирани разузнавателни машини Pz. Spw. – М-222 и М-223.
След голямата бомбардировка над София на 10 януари 1944 г. бронираният полк е евакуиран в района на Ихтиман, където остава до първите дни на септември.

## Боен път на бригадата

### Преврат на 9 септември 1944 г.
В навечерието на 9 септември 1944 г. Бронираният полк на бригадата се намира край Ихтиман. В София за охрана е извикана в началото на септември само бронираната разузнавателна дружина. На 7 септември, съгласно декларацията на правителството на Константин Муравиев, че ще обезоръжава германските войски, намиращи се в България, части от бригадата влизат в престрелка с изтеглящи се немски моторизирани части край Ихтиман и ги обезоръжават. На 8 септември в 16:30 бригадата е вдигната по тревога от командира ѝ – полк. Гено Генов, по заповед на военния министър ген. Иван Маринов. Задачата е да извърши марш през София към Сливница и да заеме позиция за отбрана вис. Леща, вис. Центъра. Към 2:30 ч. през нощта колоната танкове достига Орлов мост. Командирът на полка – подполковник Марин Диков, е извикан от министъра в Министерството на войната, където получава задача ротата на капитан Цено Ценов да поеме повзодно охраната на Народното събрание, Министерството на войната и радио „София“. На 13 септември командирът на бригадата полковник Гено Генов е уволнен и заменен от запасния офицер полковник Стоян Константинов Трендафилов, който е произведен генерал-майор, а командирът на Бронирания полк е повишен в полковник. След 1946 – 1947 г. и двамата ще бъдат уволнени от армията и репресирани. Още на 10 септември Бронираната бригада получава задачата да започне подготовка за бойни действия срещу отстъпващите германски части.

### Отечествена война (1944 – 1945)

#### I фаза на войната
След преврата на 9 септември 1944 г. България заявява, че се присъединява към антихитлеристката коалиция и започва бойни действия срещу нея. Бронираната бригада към момента е от малкото съединения, окомплектовани по военновременния щат. Тя разполага с 97 танка „Майбах Т-IV“, 36 леки танка „Шкода“, 10 леки танка „Прага“, 20 разузнавателни автомобила М-222 и М-223. В тила за учебни цели са отделени 40 танка „Рено“ и 14 танкети „Ансалдо-Фиат“ и 8 танка „Викерс“. Като опознавателен знак на българските танкове в първата фаза на войната е въведен черен „Андреевски кръст“, изрисуван направо върху корпуса или в бял квадрат. От март 1945 г. за танковете на Първа бронирана дружина, продължаващи бойните действия с Първа българска армия, кръстът е заменен с остър щит с диагонално разположен в него български трикольор.
До 15 септември 1944 г. бригадата се изнася към Пирот, където влиза в подчинение на Първи армейски корпус, командван от ген.-майор Иван Константинов Попов. Бригадата получава заповед да атакува противника по направление Пирот – Бела паланка. При изнасянето, на няколко километра западно от Пирот, колоната танкове е изненадана от стоящ в засада германски оръдеен разчет с 88-mm зенитно оръдие. След като улучва първия и последния танк от 7-а рота, разчетът успява да унищожи 10 танка. С изгубения лек танк „Шкода“ два дни по-рано бригадата губи още в началото 41 танкисти и 11 танка. На следващия ден бригадата е изтеглена в резерв на Първи корпус. След разформироването му на 23 септември бригадата е придадена към Втора армия. Нейният състав взема участие в Нишката операция. На 8 октомври бригадата настъпва през труднопроходима клисура в посока на град Власотинци и след усилен походен марш на 9 октомври заема позиции в района на село Своге, за да изчака овладяването на височините край Власотинци от пехотата. На 10 октомври бригадата се включва активно в боевете, първа пробива противниковата линия и овладява Власотинци, като продължава преследването на противника по долината на река Южна Морава. На 11 октомври е овладян град Лесковац. Ожесточено сражение край село Кочане води разузнавателната дружина на бригадата, подкрепена от моторизирана дружина и танкове.
След оттеглянето на противника пътят към Ниш за бригадата е открит. На 13 октомври са формирани две бойни групи от бригадата: група Диков – с 1-ва бронирана дружина, едно артилерийско отделение, една преносима дружина и една 75-mm бронеизтребителна рота, и група Мутафов с 2-ра бронирана дружина. На 14 октомври двете групи са насочени към град Прокупле и село Мрамор, където участват в боевете с изтегляща се колона на 7-а СС доброволческа планинска дивизия „Принц Ойген“. На 15 и 18 октомври се водят тежки боеве за гр. Прокупле, който е овладян на 16 октомври, и гр. Куршумлия, който след тежки нощни боеве е овладян на 17 октомври. На 21 октомври 9-а рота, която е придадена на 4-та пехотна дивизия, без успех атакува височините около с. Мердаре, където е унищожена машината на командира на ротата поручик Виниций Петров. На 3 ноември в рамките на Косовската настъпателна операция бронираният полк овладява в Подуево, като губи два танка в боевете. След сражението полкът е изтеглен в Куршумлийски бани, където почива до 16 ноември.
На 17 ноември полкът, разделен на три групи, наименувани на командирите им – Момчилов, Ценов и Диков, започва настъпателни действия. Група Момчилов заема Шайковска чука, а другите две групи достигат с. Бяло поле. Тежки боеве се водят край с. Долно Любче, Вучи трън и град Косовска Митровица, който е завзет след тежки боеве на 22 ноември.
На 25 ноември приключва и участието на Бронираната бригада в първия етап, когато започва изтеглянето към България, където на 2 декември е тържественото им посрещане в София. На 5 декември бронираният полк е демобилизиран. Общо безвъзвратните загуби от първия етап са 20 танка, но голяма част от останалите се нуждаят от ремонт.
Щурмовите артилерийски отделения (ЩАО) също вземат участие в първия етап. 1-во ЩАО е придадено към Втора армия, а 2-ро ЩАО – към Първа армия. 1-во ЩАО участва в боевете за Бела паланка, Ниш, Подуево, Митровица, Вучи трън. В хода на бойните действия някои машини са обстреляни погрешка от съветската щурмова авиация. За времето на бойните действия безвъзвратно е изгубено само едно щурмово оръдие. 2-ро ЩАО атакува по направление Куманово – Крива паланка. Заедно с парашутната дружина една щурмова батарея участва в боевете за Стражин. Цялото ЩАО заедно с 6-и пехотен полк участва в боевете за Страцин. Безвъзвратните загуби на 2-ро ЩАО са 3 щурмови оръдия.

#### II фаза на войната
През ноември 1944 г. се взема решение българската армия да продължи участието си във Втората световна война. За целта е сформирана Първа българска армия, влизаща в състава на Трети украински фронт. Към нея са придадени и 22 танка „Майбах Т-IV“, които сформират Първа армейска бронирана дружина под командването на майор Иван Гюмбабов. Съставът на дружината е щаб с 2 танка, две бронирани роти с по 10 танка и разузнавателна рота с 3 машини – две леки бронирани коли М222 и една М223. Изискването на съветското командване е батальонът да бъде въоръжен с една рота тежки и две със средни танкове, както и дивизион щурмови оръдия. Щабът на българската войска информира съветското командване, че няма възможност за формиране на рота от тежки танкове и моли за доставяне на машини от трофейните складове на съветската армия.
От 28 ноември българската армия се съсредоточава западно от Белград. На Първа армейска бронирана дружина е заповядано да се изнесе на собствен ход и да заеме позиции за отбрана край град Печ. През януари 1945 г. дружината заема указаната позиция, но от трудния преход голяма част от танковете се нуждаят от ремонт. Дружината участва в отбранителните боеве при Дравасоболч и Драваполконя по време на Дравската операция. След тези боеве, където дружината търпи сериозни загуби, на 16 март пристига и обещаната техника от трофейните складове на Трети украински фронт. Тя е от няколко разновидности – 1 танк Panzerkampfwagen IV, 3 щурмови оръдия StuG 40, 1 щурмова гаубица StuH 42, 2 щурмови оръдия Jagdpanzer IV – едното Panzer IV/70 (V), а другото Jagdpanzer IV (Sd.Kfz.162), 4 щурмови оръдия Jagdpanzer 38 Hetzer (зачислени като щурмово оръдие „Прага“), 1 щурмово оръдие Semovente Da 42/37 (зачислено като самоходно оръдие SPA), 1 лек унгарски танк Turan (зачислен като танк „Венгер“). Всички са с тъмнозелен камуфлаж 4БО на съветската армия и червени петолъчки като опознавателни знаци, замазани от българските танкисти след получаването. На 13 април са доставени и 15 (според други документи 25) танка Пантера. С тях се формира рота тежки танкове с командир поручик Георги Ботев Иванов. Времето за обучение се оказва недостатъчно и тези танкове не влизат в реални бойни действия. В България на 14 март 1945 г. са получени 65 танка Т-34-85. Те са зачислени в състава на създадената на 1 януари 1945 г. Втора бронирана бригада с гарнизон гр. Пловдив. По-късно към нея са прехвърлени 1-во и 2-ро ЩАО от Бронираната бригада. От 1 януари 1945 г. заедно със създаването на Втора бронирана бригада се отделя управление „Бронетанкови и механизирани войски“, като с него танковите войски се обособяват като самостоятелен род войски.
Двете танкови роти, въоръжени с „Майбах Т-IV“, участват през март и април в Мурската операция при превземането на отбранителната линия „Маргит“, където дружината губи 11 танка – унищожени или повредени. На 15 април дружината заедно с 47-и пехотен полк и взвод от парашутната дружина водят бой за овладяване на с. Ястребци. Задачата е изпълнена с цената на още 5 повредени танка. През нощта са отбити три атаки на германската армия. Към обед на 16 април дружината спира за почивка по пътя към Зашевац, когато е обстреляна внезапно с минометен огън. Загиват командирът на дружината майор Иван Гюмбабов и командирът на парашутната дружина майор Любомир Ноев. Командването на дружината е поето от капитан Васил Таралежков, командир на 1-во ЩАО. След тези боеве 1-ва армейска дружина е изтеглена в резерв на 3-ти корпус, за да може да се отремонтират повредените машини. Бойният път на бригадата завършва в гр. Надканижа. Между 18 и 28 май Първа българска армия се съсредоточава край град Катошвар в подготовка за завръщане в България. Част от българските танкове са изпратени за ремонт във Виена и се завръщат в България едва през август 1945 г.

## Командири на бригадата
1. майор Тодор Иванов Попов, от 2 февруари 1939 г. до 25 юни 1941 г. – командир на Бронираната дружина
2. подполковник Гено Костов Генов, от 25 юни 1941 г. до 1 октомври 1943 г. – командир на Бронирания полк
3. полковник Гено Костов Генов, от 1 октомври 1943 г. до 13 септември 1944 г. – командир на Бронираната бригада
4. генерал-майор Стоян Константинов Трендафилов, от 13 септември 1944 г. до 17 февруари 1945 г. – командир на Бронираната бригада

## Бойна техника на бригадата

### Техника по реда на доставяне
- танкета Carro Veloce L3/33, зачислени в българската армия под името лека бойна кола „Ансалдо-Фиат“ – 14 бр.;
- лек танк Vickers 6 ton mod E, зачислени името бойна кола „Викерс“ – 8 бр.;
- лек танк Skoda LT vz. 35, зачислени под името бойна кола „Шкода“ – 36 бр.;
- лек танк Renault R-35, зачислени като бойна кола „Рено“ – 40 бр.;
- среден танк Panzerkampfwagen IV Ausf G и H, зачислени като средна бойна кола „Майбах T-IV“ – 97 бр.;
- щурмови оръдия Sturmgeschütz 40 Ausf. G, зачислени като щурмово оръдие „Майбах“ Т-III – 55 бр.;
- лек танк LT vz.38 или Pz. Kpfz. 38 (t) по германската класификация, зачислени в армията като бойна кола „Прага“ – 10 бр.;
- лек танк Hotchkiss H35, зачислени като бойна кола „Хочкис“ – 19 бр.;
- бронирана разузнавателна машина Pz. Spw. (Sd. Kfz. 222 и 223), зачислени като лека бронирана кола М-222 и М-223 – 20 бр.;
- среден танк Panzerkampfwagen IV Ausf J (трофеен) – 1 бр.;
- щурмово оръдие StuG 40 (трофейни), зачислени като щурмово оръдие „Майбах“ Т-III – 3 бр.;
- щурмова гаубица StuH 42 (трофейно), зачислено като щурмово оръдие гаубица 10,5 см – 1 бр.;
- щурмово оръдие Jagdpanzer IV (Panzer IV/70 (V) и Jagdpanzer IV (Sd.Kfz.162) (трофейни), зачислени като щурмово оръдие „Майбах“ Т-IV – 2 бр.;
- щурмово оръдие Jagdpanzer 38 Hetzer (трофейни), зачислени като щурмово оръдие „Прага“ – 4 бр.;
- щурмово оръдие Semovente Da 42/37, зачислено като самоходно оръдие SPA – 1 бр.;
- лек танк Turan, зачислен като танк „Венгер“ – бр.;
- тежък танк Пантера (трофеен) – 15 (25) бр.;
- среден танк Т-34-85 – 65 бр.

### Запазена техника в музеи

#### Национален военноисторически музей, София
- лек LT vz.35 с лафет за оръдие А3;
- лек танк Hotchkiss H35;
- среден танк Panzerkampfwagen IV Ausf J;
- щурмово оръдие StuG 40 с маска на оръдието от заварени листове;
- щурмово оръдие StuG 40 с маска на оръдието, лята тип Saukopf;
- щурмово оръдие Jagdpanzer IV (Sd.Kfz.162);
- среден танк Т-34-85.

#### Музей на бойната слава, Ямбол
- среден танк Panzerkampfwagen IV Ausf G;
- среден танк Panzerkampfwagen IV Ausf H;
- щурмово оръдие StuG 40 с маска на оръдието от заварени листове;
- щурмово оръдие Panzer IV/70 (V).